# John Blair Smith Todd

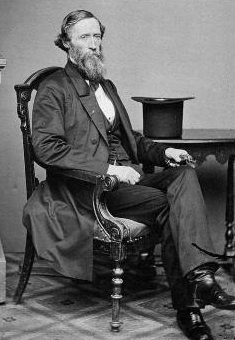
John Blair Smith Todd

John Blair Smith Todd (* 4. April 1814 in Lexington, Kentucky; † 5. Januar 1872 im Yankton County, Dakota-Territorium) war ein US-amerikanischer Politiker. Zwischen 1861 und 1863 sowie von 1864 bis 1865 vertrat er als Delegierter das Dakota-Territorium im US-Repräsentantenhaus.

## Frühe Jahre und Aufstieg
Im Jahr 1827 zog John Todd mit seinen Eltern nach Illinois. Dort besuchte er private Schulen. Anschließend absolvierte er bis 1837 die US-Militärakademie in West Point. Danach machte er bis 1856 Karriere in der US-Army. Er nahm zwischen 1837 und 1840 am zweiten Seminolenkrieg und ab 1845 am Mexikanisch-Amerikanischen Krieg teil. In den 1850er Jahren war er auch an einigen Indianerkriegen beteiligt. Am 16. September 1856 quittierte er den Militärdienst und begann mit den Indianern Handel zu treiben. Dazu ließ er sich in Fort Randall nieder. In dieser Zeit studierte er auch Jura. Nach seiner Zulassung als Rechtsanwalt begann er in Yankton im heutigen South Dakota in diesem Beruf zu arbeiten.

## Politische Laufbahn
Nach dem Ausbruch des Bürgerkriegs wurde John Todd am 19. September 1861 zum Brigadegeneral einer Freiwilligeneinheit ernannt. Er blieb aber nur bis zum 17. Juli 1862 in der Armee der Union. Inzwischen hatte er eine politische Laufbahn als Mitglied der Demokratischen Partei begonnen. Nach der Gründung des Dakota-Territoriums wurde er als dessen erster Delegierter in das US-Repräsentantenhaus gewählt. Dieses Mandat übte er neben seinen Pflichten als Brigadegeneral seit dem 9. Dezember 1861 aus. Seine Amtszeit im Kongress lief bis zum 3. März 1863. Bei den Kongresswahlen 1862 verlor John Todd gegen William Jayne, der dann am 4. März 1863 seine Nachfolge in Washington antrat. Todd klagte aber erfolgreich gegen das Wahlergebnis und erhielt am 17. Juni 1864 seinen Sitz im Repräsentantenhaus zurück. Damit konnte er die Legislaturperiode bis zum 3. März 1865 als Delegierter beenden. Allerdings war er bei den Wahlen des Jahres 1864 gegen Walter A. Burleigh von der Republikanischen Partei unterlegen. Damit schied er im März 1865 aus dem Kongress aus.

## Weiterer Lebenslauf
Nach seiner Rückkehr aus Washington war John Todd sowohl im Handel als auch als Rechtsanwalt in Yankton tätig. Von 1866 bis 1867 war er auch Abgeordneter und Präsident im territorialen Repräsentantenhaus, in das er aber nicht wiedergewählt wurde. Todd, der ein Cousin von Mary Todd Lincoln, der Frau von Präsident Abraham Lincoln, war, starb am 5. Januar 1872. In South Dakota und in Minnesota wurde jeweils ein County nach ihm benannt.